# كورت ماهلر
كورت ماهلر (بالإنجليزية: Kurt Mahler)‏ (26 يوليو 1903، كريفيلد، ألمانيا - 25 فبراير 1988، كانبيرا، أستراليا) عالم رياضيات ألماني وكان طالب في جامعات فرانكفورت وغوتينغن وتخرج بشهادة دكتوراه من جامعة غوته في فرانكفورت في 1927. وقد ترك ألمانيا عند بزوغ إمبراطورية هتلر وقبل دعوة من لويس مورديل إلى مانشستر. وحصل على الجنسية البريطانية سنة 1946.

## مناصب

### جامعة خرونينغن
- مساعد 1934-1936

### جامعة مانشستر
- مدرس مساعد في 1937-1939، 1941-1944
- محاضر، 1944-1947؛ محاضر أقدم، 1948-1949؛ قارئ، 1949-1952
- أستاذ التحليل الرياضي، 1952-1963
- أستاذ الرياضيات، معهد الدراسات العليا، الجامعة الوطنية الاسترالية، 1963-1968 و1972-1975
- أستاذ الرياضيات في جامعة ولاية أوهايو، الولايات المتحدة الأمريكية، 1968-1972
- أستاذ غير متفرغ، الجامعة الوطنية الاسترالية، من عام 1975

انتخب عضوا في الجمعية الملكية في عام 1948، وعضو الأكاديمية الأسترالية للعلوم في عام 1965. وحصل على جائزة كبار بيرويك للجمعية الرياضية في لندن في عام 1950، وميدالية دو مورغان، عام 1971، وميدالية توماس رانكين لايل سنة 1977.